# Być albo mieć
Być albo mieć – album zespołu Dżem wydany w 2000 roku. Jest to ostatni album Dżemu wydany Jackiem Dewódzkim w roli wokalisty.

## Lista utworów
1. „Być albo mieć” (B. Otręba – D. Dusza) – 3:07
2. „Krewny Judasza” (A. Otręba – D. Dusza) – 3:29
3. „Kruka głos” (B. Otręba – D. Dusza) – 5:04
4. „Chcę ci coś powiedzieć” (muz. i sł. J. Dewódzki) – 3:51
5. „Chociaż raz, jeden raz” (B. Otręba – D. Dusza) – 4:04
6. „Niebo na wyciągnięcie ręki” (A. Otręba – J. Dewódzki) – 4:55
7. „Za plecami” (B. Otręba – D. Dusza) – 4:10
8. „Popiołu smak” (B. Otręba – D. Dusza) – 5:18
9. „Ukryj mnie” (J. Styczyński – M. Bochenek) – 4:08
10. „Zakładnik” (B. Otręba – D. Dusza) – 4:19
11. „Geronimo” (A. Otręba – J. Dewódzki) – 5:48
12. „Na swoim brzegu” (B. Otręba – D. Dusza) – 5:45
13. „To ja złodziej” (B. Otręba – J. Bromski) – 4:29 (bonus)

## Muzycy biorący udział w nagraniu
- Adam Otręba – gitara
- Beno Otręba – gitara basowa, śpiew
- Paweł Berger – instrumenty klawiszowe
- Zbigniew Szczerbiński – perkusja
- Jacek Dewódzki – śpiew
- Jerzy Styczyński – gitara

gościnnie
- Joanna Mitoń – chórki
- Ewa Staruszewska – chórki
- Sebastian Sołdrzyński – flugelhorn, aranżacja sekcji dętej
- Marek Łukaszczyk – puzon
- Rafał Dziubiński – przeszkadzajki